# Lin Liheng
Lin Liheng (en xinès: 林立衡; en pinyin: Lín Lìhéng), també coneguda com a Doudou (sembla que amb motiu de que li agradaven les mongetes) va néixer l'any 1944 a Yan'an i era filla del Número Dos del Partit Comunista de la Xina, Lin Biao i de Ye Qun. Lin Biao ja tenia una altra filla nascuda el 1941 d'una anterior relació Lin Xiaolin. Amb sis anys es va traslladar, amb el seu pare, a Moscou. Alguns historiadors (com Jon Halliday) l'han assenyalada com a responsable del tràgic final del matrimoni Lin i del seu germà Lin Ligiuo, convençut antimaoïsta, perquè aquest va cometre l'error de comentar a la seva germana, fervent partidària de Mao Zedong, el pla de fugida arran del fracàs del Projecte 571. Ella ho va comunicar als guàrdies que vigilaven el recinte on es trobaven i Zhou Enlai va intensificar el control sobre els Lin.
Arran de la mort en accident aeri del seus pares i germà el 13 de setembre de 1971, considerat Lin Biao, un traïdor, Liheng va ser sotmesa a una investigació i va intentar sucidar-se però per ordre de Mao va poder sortir en llibertat el 1974. Es va casar i treballà en una fàbrica a Zhengzhou. Més endavant ingressà a l'Acadèmia de Ciències Socials de la Xina.
Ha estat editora en cap de la Premsa de les Forces Aèries.
El 2014, en una reunió de descendents de membres de l'exèrcit, va demanar més respecte als fets històrics.